# Crisis energética en Chile en 2008
La crisis energética de 2008 en Chile fue una crisis que se presentó a principios de 2008 terminando en octubre del mismo año, cuya principal causa fue producto de la sequía de 2007 que afectó a las hidroeléctricas, las cuales proveían la mayor parte de la energía al territorio nacional. La causa principal de la crisis fueron las bajas precipitaciones que se presentaron en gran parte del territorio nacional, cuyo déficit en promedio alcanzó el 48,6 % y llegando a un máximo de 90% de déficit en las zonas de Copiapó y Vallenar, junto con el hecho de que, en el 2008, la mayor fuente de generación eléctrica eran las hidroeléctricas con un 37,6 % del total de la energía producida.
Otro factor importante a considerar es el corte de suministro de gas natural por parte de Argentina en el 2004 que terminó por retrasar varios proyectos gubernamentales que buscaban expandir el suministro eléctrico, además de forzar a adaptarse a las generadoras que funcionan a base de gas natural, a adaptarse a funcionar con diésel, lo que provocaría una pérdida del 14 % de eficiencia.

## Causas

### Sequía de 2007
En el período comprendido entre el 2007 y el 2008 Chile se vio enfrentado a una sequía que afectó a gran parte del territorio, con especial énfasis en las regiones de Atacama, Coquimbo, Valparaíso, Metropolitana, Maule, Biobío, Los Ríos, Los Lagos, entre otras.
Los volúmenes de agua de los embalses, lagos y lagunas relevantes se vieron afectadas de manera significativa, sobre todo si se comparan a los niveles de los años anteriores producto de la falta de precipitaciones. Considerando varios factores como el volumen o las precipitaciones, la comisión nacional de energía determinó la energía embalsada de cada lago o embalse relevante,cuyos datos son los siguientes:

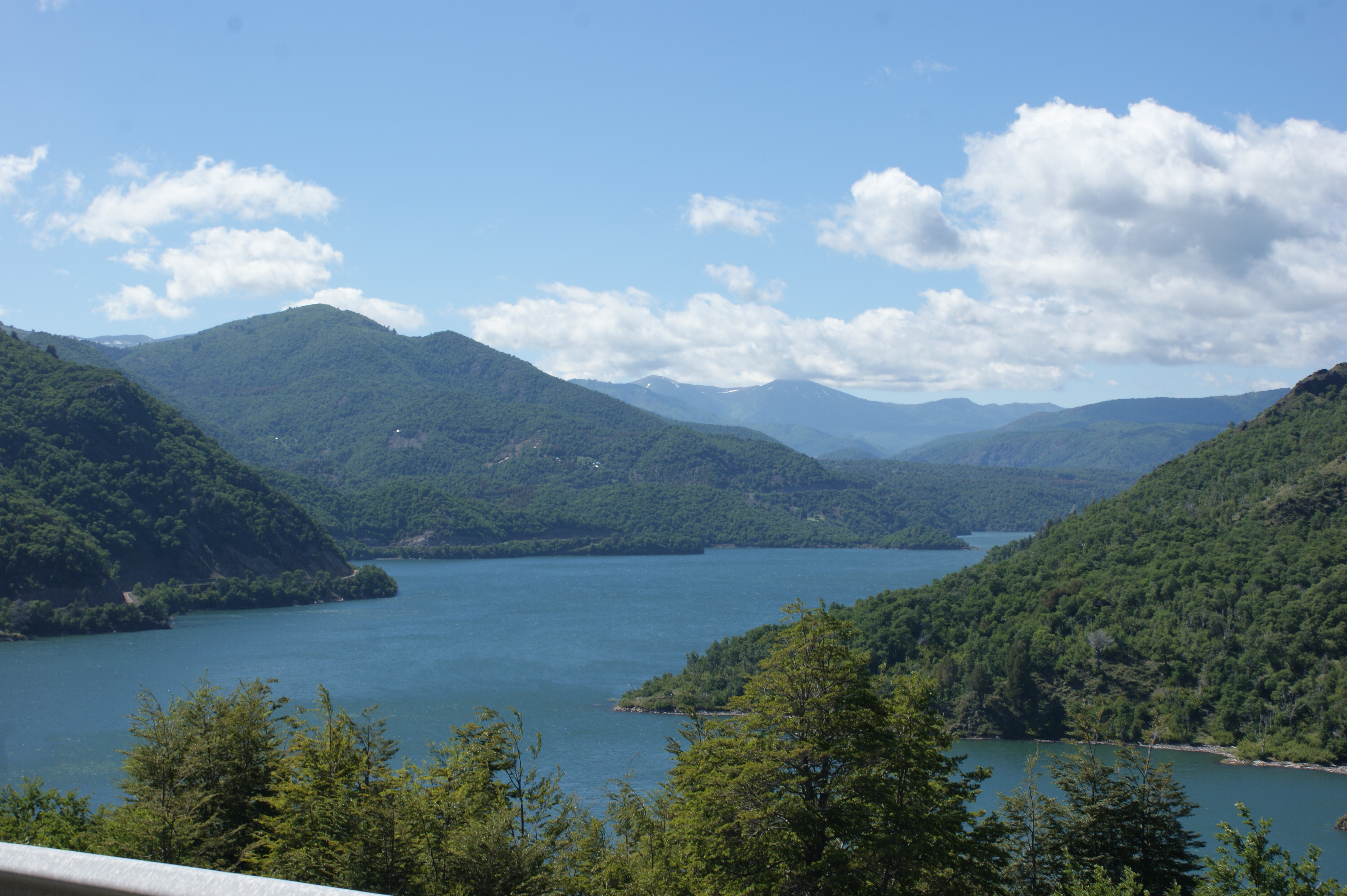
Embalse Ralco cuyo volumen bajó de 991 hm³ en el 2006 a 610 hm³ en el 2007.

|                     | 2006(MWh) | 2007(MWh) | 2008(MWh) |
| Embalse Colbún      | 410       | 223       | 337       |
| Embalse Melado      | 12        | 8         | 8         |
| Embalse Ralco       | 260       | 90        | 120       |
| Embalse Rapel       | 73        | 52        | 63        |
| Lago Chapo          | 534       | 259       | 203       |
| Lago Laja           | 3854      | 3464      | 2661      |
| Laguna La Invernada | 112       | 56        | 31        |

### Cortes de gas
Otra de los factores que fueron relevantes para el desarrollo de la crisis energética fue el corte de gas por parte de Argentina que empieza en el 2004 con reducciones de los envíos de gas de hasta 2,3 millones de metros cúbicos que terminó por afectar gran partes de las empresas petroleras y centrales eléctricas. Esto, en conjunto con que a mediados de 2008, Argentina decide cortar completamente las exportaciones de gas hacia Chile acentuando la ya problemática de la crisis energética que se venía dando ese mismo año.

## Medidas
El gobierno de Chile al estar a las puertas de una crisis energética lanzó el 2 de marzo de 2008 una campaña a través del ministerio de energía junto con la empresa eléctrica AG en un esfuerzo público-privado, que tenía por eslogan “No Botes la Energía, Cuida lo que es de todos, Ahorra,  Ahora” buscó concienciar a la población chilena sobre la necesidad de ahorrar energía. La campaña promovía 6 consejos para bajar el consumo eléctrico:
1. Aprovechar al máximo la luz natural.
2. Desenchufar todos los equipos electrónicos que no se usen regularmente.
3. Cambiar las ampolletas incandescentes por las de ahorro de energía.
4. Abrir el refrigerador sólo cuando sea necesario.
5. Lavar a carga completa y con agua fría.
6. Usar la lavadora y la plancha en las mañanas.

5 meses más tarde, el 3 agosto del mismo año, el ministro de Energía, Marcelo Tokman y el director del Programa País de Eficiencia Energética (PPEE), Andrés Romero lanzan una segunda campaña que tiene como lema "Gracias por tu Energía. Sigamos haciéndolo bien" cuyo enfoque es continuar con los buenos resultados de la campaña anterior promoviendo que la gente no deje de ahorrar aun cuando ya se terminó el estado de emergencia pasando a un estado de alerta.